# Sternophysinx filaris
Sternophysinx filaris is een vlokreeftensoort uit de familie van de Sternophysingidae. De wetenschappelijke naam van de soort is voor het eerst geldig gepubliceerd in 1973 door Holsinger & Straskraba.